# Барринджер (лунный кратер)
Кратер Барринджер (лат. Barringer), не путать с кратером Бэрринджера на Земле,— древний ударный кратер в южном полушарии обратной стороны Луны. Название дано в честь американского геолога Дэниеля Моро Барринджера (1860—1929) и утверждено Международным астрономическим союзом в 1970 г. Образование кратера относится к нектарскому периоду.

## Описание кратера

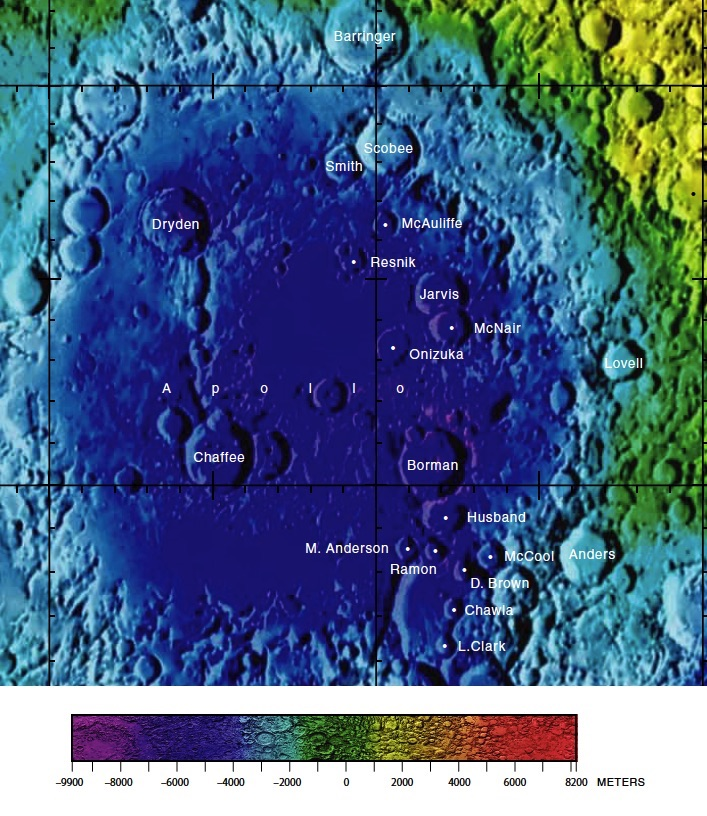
Окрестности кратера Барринджер. Фрагмент карты обратной стороны Луны.

Ближайшими соседями кратера является кратер Пламмер на северо-западе; кратер Скоби на юге. Южная-юго-западная часть вала кратера примыкает к кратеру Аполлон. Селенографические координаты центра кратера — 28°13′ ю. ш. 150°26′ з. д. / 28,22° ю. ш. 150,43° з. д., диаметр — 67 км, глубина — 2,75 км.
Вал кратера имеет почти правильную циркулярную форму, северная часть вала прорезана небольшой долиной. Высота вала над окружающей местностью составляет 1270 м, объём кратера приблизительно 4100 км³. Западная часть вала кратера имеет высоту 3700—5100 м над дном чаши. В чаше кратера есть небольшой центральный пик высотой 1950 м, окаймленный парой небольших кратеров. Дно чаши кратера сравнительно ровное в северной части и менее ровное — в южной.

## Сателлитные кратеры
| Барринджер | Координаты                                              | Диаметр, км |
| ---------- | ------------------------------------------------------- | ----------- |
| C          | 26°49′ ю. ш. 149°04′ з. д. / 26,82° ю. ш. 149,06° з. д. | 22,1        |
| Z          | 24°46′ ю. ш. 150°14′ з. д. / 24,76° ю. ш. 150,24° з. д. | 21,8        |

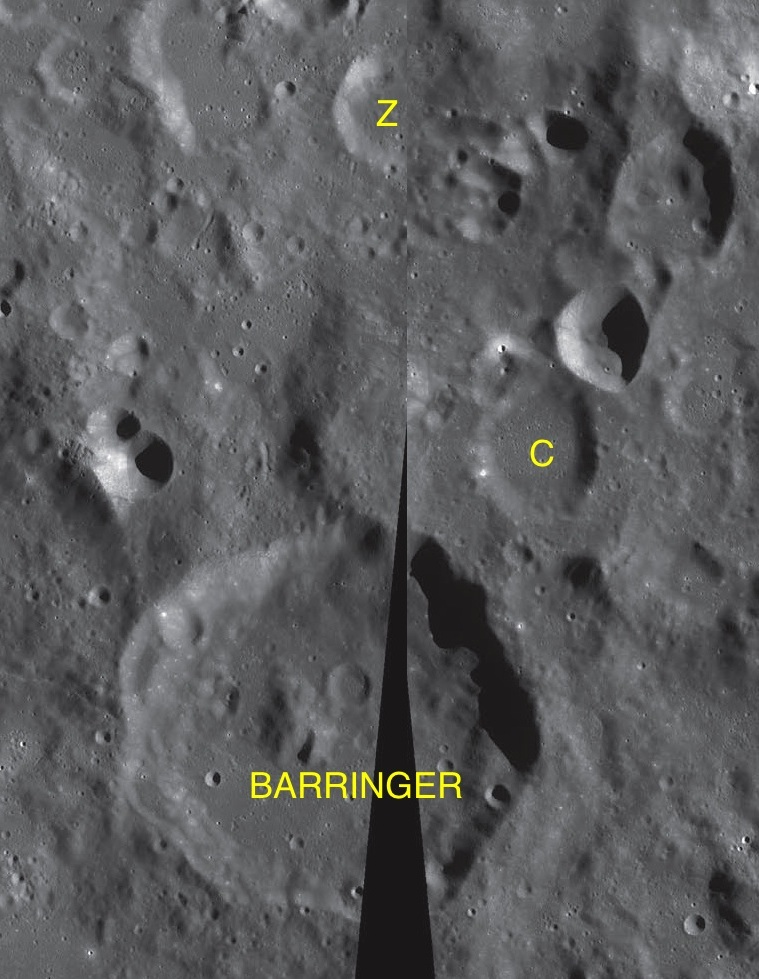
Фрагменты карт LAC-105, LAC-106.

- Сателлитный кратер Барринджер L в 1988 г. переименован в кратер Скоби.
- Сателлитный кратер Барринджер M в 1988 г. переименован в кратер Смит.